# 塔爾瓦級巡防艦
| 塔爾瓦級巡防艦 | 塔爾瓦級巡防艦                                                | 塔爾瓦級巡防艦                                                |                           |
| 概觀           | 概觀                                                          | 概觀                                                          |                           |
| -------------- | ------------------------------------------------------------- | ------------------------------------------------------------- | ------------------------- |
| 艦種           | 巡防艦                                                        | 巡防艦                                                        |                           |
| 擁有國         | 印度海軍                                                      | 印度海軍                                                      |                           |
| 艦名           |                                                               |                                                               |                           |
| 前級           | - 印度-布拉馬普特拉級巡防艦 - 俄羅斯-克里瓦克级护卫舰         | - 印度-布拉馬普特拉級巡防艦 - 俄羅斯-克里瓦克级护卫舰         |                           |
| 次級           | - 印度-什瓦利克级巡防艦 - 俄羅斯-格里戈洛维奇海军上将级护卫舰 | - 印度-什瓦利克级巡防艦 - 俄羅斯-格里戈洛维奇海军上将级护卫舰 |                           |
| 技術規格       |                                                               |                                                               |                           |
| 排水量         | 滿載：4,035噸                                                 | 滿載：4,035噸                                                 |                           |
| 全長           | 124.8m                                                        | 124.8m                                                        |                           |
| 全幅           | 15.2m                                                         | 15.2m                                                         |                           |
| 吃水           | 4.5m                                                          | 4.5m                                                          |                           |
| 動力系統       | COGAG燃氣渦輪併聯方式（55,283馬力） 2軸推進                   | COGAG燃氣渦輪併聯方式（55,283馬力） 2軸推進                   |                           |
| 動力系統       | DS-71燃氣渦輪發動機                                           | 2具                                                           |                           |
| 動力系統       | DT-59燃氣渦輪發動機                                           | 2具                                                           |                           |
| 最大航速       | 32 kt                                                         | 32 kt                                                         |                           |
| 續航距離       | 4,850 nmi/18 kt                                               | 4,850 nmi/18 kt                                               |                           |
| 乗員           | 180名                                                         | 180名                                                         |                           |
| 武器系統       | A-190E 100毫米單裝砲                                          | 1座                                                           |                           |
| 武器系統       | 卡什坦 (CADS-N-1) CIWS                                        | 2座                                                           |                           |
| 武器系統       | 无风-1SAM 單臂發射器3S90 (飛彈數×24枚)                        | 1座                                                           |                           |
| 武器系統       | RBU-6000反潛火箭彈12聯裝發射器                                | 1座                                                           |                           |
| 武器系統       | 3M-54 俱樂部N (SS-N-27) SSM 8聯装垂直發射器                   | 1座                                                           |                           |
| 武器系統       | 533毫米 雙聯裝魚雷發射管                                      | 2座                                                           |                           |
| 艦載機         | 反潛直升機                                                    | 1架                                                           |                           |
| C4I系統        | 情報-E 戰鬥管理系統                                           | 情報-E 戰鬥管理系統                                           |                           |
| 武器射控雷達   | MR-90 防空飛彈射控雷達                                        | 4具                                                           |                           |
| 武器射控雷達   | 5P-10E Puma 火砲射控雷達                                      | 1具                                                           |                           |
| 武器射控雷達   | 3R14N 射控管制雷達                                            | 1具                                                           |                           |
| 雷達           | MR-760 Fregat M2EM3維雷達                                     | 1座                                                           |                           |
| 雷達           | MR-352 Pozitiv-E 低空警戒雷達                                 | 1座                                                           |                           |
| 雷達           | 3Ts-25E 長程平面搜索雷達                                      | 1座                                                           |                           |
| 聲納           | 艦首聲納                                                      | 1座                                                           |                           |
| 聲納           | 可變深度聲納                                                  | 1具                                                           |                           |
| 聲納           | 電子對抗/ESM/ECM                                              | TK-25E-5 綜合電子對抗系統                                     | TK-25E-5 綜合電子對抗系統 |

塔爾瓦級巡防艦(Talwar class Frigate)是俄羅斯基於原克里瓦克級(1135.1)架構大幅改良而成的新型巡防艦(型號變更為11356)，也是隨後印度海軍「第17號巡防艦計畫」所規劃的多功能巡防艦模仿的藍本，由印度海軍提出規格需求，全計畫艦設計由俄羅斯完成。

## 歷史沿革
塔爾瓦級巡防艦是基於前蘇聯克里瓦克型反潛艦架構上重新設計的最新型巡防艦，艦體設計上全面導入21世紀巡防艦要素，大幅採用傾斜外舷與堡壘式船樓設計，並大幅修改原克里瓦克型型側重反潛的任務型態，把原本只能點防空的短程SA-N-4換成中程區域防空飛彈SA-N-12。原本主要任務僅搭載4枚SS-N-14反潛飛彈改為3S14/UKSK多功能垂直發射器，能搭載俱樂部系列飛彈。俱樂部系列飛彈集反艦、反潛、陸攻等不同功能彈種通用於3S14/UKSK垂直發射器。使塔爾瓦級成為集對空、對艦、對地打擊等多任務於一身的多功能匿蹤巡防艦。
計畫源起自即將邁入21世界的1990年代，因老舊的納札里級巡防艦即將屆使用年限，因此亟需導入後續艦種替補，而印度本國的軍方造艦計畫向來惡名昭彰，品管不良、成本飆漲與工期大幅拖延是家常便飯。因此印度海軍引進俄羅斯相對成熟的設計，並由此模仿出國產多功能巡防艦，此即俄羅斯第11356型（塔爾瓦級巡防艦）與後續印度以11356為範本的國產第17型艦計畫（什瓦利克級巡防艦）的由來，並將由第17型再衍生出配備新型防空飛彈的第17A型。
取得國外成熟船艦再導入國產的模式印度已經沿用多年，從模仿英國21型巡防艦衍生出國產納札里級巡防艦，再衍生出戈達瓦里/布拉馬普特拉級巡防艦、到由蘇聯引進卡辛級驅逐艦衍生出國產德里級驅逐艦均援引此模式。
本級艦建造合約於1997年11月17日簽訂，由印度支付10億美元，俄羅斯負責設計建造第一批次共三艘。因行政面等技術上的原因，在船廠儀裝完畢進行海試階段，各艦均賦予臨時船廠編號，並暫時編入俄羅斯海軍軍藉直到交付。
全系列艦隻都以刀、弓、箭等傳統兵器為名，塔瓦爾（Talwar）之意即為印度的彎刀。各艦服役後都將個別代表的名稱彩繪在直升機庫門上，例如Talwar號即畫上交叉的兩把彎刀，而Tabar號則為交叉的斧頭。

## 艦體與動力系統
本型艦使用原克里瓦克型反潛艦的基礎大幅修改而成，仍使用長船艏樓艦型(簡而言之就是艦體上層結構頭尾相連之意，可參照二次大戰型驅逐艦照片作對比)，注重匿蹤意識，所以外舷甲板均向內傾斜用以偏折雷達回波。上層結構後方擁有直升機庫與飛行甲板，但撤除艦尾原有的變深拖曳聲納(VDS)，也因此沒有聲納艙門。
塔爾瓦級的動力系統為燃氣渦輪機併聯驅動方式COGAG，低速巡航時只開啟兩具各18,000馬力的DS-71燃氣渦輪機驅動雙軸推進，高速航行時再增開39,000馬力的DT-59燃氣渦輪機通過齒輪箱併聯共同驅動大軸，最高航速可達32節，能持續在海上作業30天。

### C4I戰鬥管理系統
本級艦搭載俄羅斯新研發的情報-E型（Trebovaniye-E; 情報之意）綜合戰鬥管理系統，此系統為全分散式架構設計，沒有依賴單一主電腦，系統由8座T-171工作站與3座T-162伺服器構成，管理全艦的指管通情與武器射控。程式使用C++語言，各工作站以10/100 Mbps的區域網路相連，並以QNX真時訊息交換方式運作。
T-171工作站大量使用商用化零件，主顯示螢幕為19.6吋的全彩液晶顯示器與多種尺寸的單色觸控管理螢幕(視該工作站的任務，配置介面略有不同)。俄羅斯自用的情報-M系統最大可擴充到同時追蹤256目標的能力，但搭載於塔爾瓦級的外銷版情報-E基於該艦定位與系統造價，性能以同時追蹤24個目標為滿足，但已不遜於其他國際主流規格。

### 對空戰鬥系統
主要對空戰鬥武器為SA-N-12施基利區域防空飛彈系統，搭載9M317防空飛彈，此飛彈系統為前蘇聯陸軍使用的SA-11的海軍衍生型號。前蘇聯慣例上開發防空飛彈時都會同時有陸基與海基兩種版本，以簡化開發時程與經費，並減少風險，此前的SA-N-6與S-300飛彈亦同時有海陸軍兩種版本。
全艦的雷達情報主要仰賴雙陣列天線的Fregat-M2EM(西方代號「頂版」，下同)雷達提供，頂版雷達最大有效搜索距離為300公里，對戰機等級目標的有效搜索距離為230公里，對貼海飛行的戰術目標最大有效偵測距離為50公里，對反艦飛彈的有效搜索距離則不大於20公里。
頂版雷達也同時負責提供施基利飛彈系統目標追蹤資訊，搭載的9M317飛彈為中途無線電指揮/半主動歸向防空飛彈飛彈，對空接戰時使用MR-90射控雷達進行終端照明，一具MR-90可同時導引兩枚飛彈接戰，全艦共四座，分別位於艦橋頂部左右兩座，與主煙囪前方塔狀結構也配置左右兩座。故全艦理論上可以同時接戰8個空中目標，但受限於雷達照射角度與敵機來襲的方位、單臂發射重新裝填時間等因素，實戰條件上難以達成此理論值。
在21世界的戰艦上搭配單座單臂防空飛彈發射器是一個受人質疑的選擇。在本級艦建造時，俄羅斯同時期也推出了垂直發射的改良型9M317ME飛彈，能大大改善飽和對空接戰能力。但因為9M317ME飛彈體型與重量均小於印度現役的9M317飛彈，等同是全新的彈種，兩者無法通用。且印度忌諱中國同時也藉由引進現代級獲得相同的SA-N-7防空飛彈，並仿造出國產的HQ-16防空飛彈，等同與潛在敵人採用相同技術淵源的武器。
因此印度選擇在導入以色列的巴拉克-1短程防空飛彈的基礎上聯合以色列研製後續的巴拉克-8長程防空飛彈，作為下一代海軍主力防空飛彈。故對另外採購新型飛彈多所顧慮，仍選擇利於後勤的舊系統，以保與同樣採用單臂發射器與9M317飛彈的德里級有共通的後勤與彈藥。一直延續到敘瓦利克級亦採用相同籌獲思維。
自衛防空則交由北約代號CADS-N-1的卡什坦砲彈合一近迫武器系統，每座系統由兩具AO-18K格特林機砲與8枚9M311K (SA-N-11飛彈)組合而成，並可藉由砲座下的彈藥庫重新裝填防空飛彈，單座卡什坦最大可攜帶32枚9M311K飛彈，飛彈最大有效射程為8,000公尺，射高4,000公尺。機砲有效射程為200-4,000公尺(視操作模式)。塔瓦爾級上的卡什坦系統由Pozitiv-E雷達與左右舷個一座CADS-N-1構成。全系統可同時追蹤並依序接戰6個目標，飛彈加機砲的合併獵殺成功率號稱達0.98以上。由於第一代卡什坦系統為前蘇聯1970年代起研發，架構複雜且操作人員需求大、系統老舊、反應速度慢、維護費用高，且隨蘇聯瓦解不再生產(俄國後續生產型號改稱Palma近迫武器系統，架構大幅簡化，取消追蹤雷達改用熱影像追瞄，並取消飛彈自動裝填彈藥庫，搭載於越南的獵豹級與俄羅斯自用的22350巡防艦)，因此除第一批三艘艦搭載外，第二批暫時僅搭載AK-630機砲作為主近迫防衛武裝，後續可能會加裝巴拉克-1短程防空飛彈作為配套。

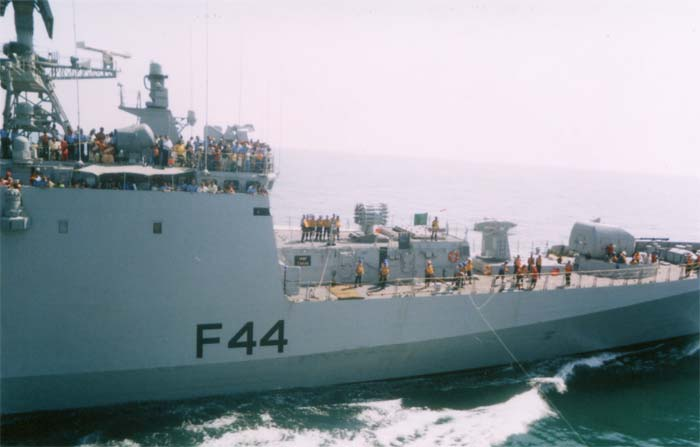
F-44 塔巴號前甲板照。可見100mm砲、3S90單臂防空飛彈發射器、UKSK俱樂部通用垂直發射器、RBU-6000反潛火箭彈發射器。

### 對水上戰鬥系統
本艦主要對水上戰鬥武器為3S14/UKSK垂直通用發射器，可裝填俄羅斯俱樂部系列或印俄聯合開發的布拉莫斯對艦/對地打擊飛彈。UKSK發射系統無冷推進彈射裝置，所有彈種均採用自身動力熱發射射出。UKSK發射器可通用3M-54E系列對艦飛彈、3M14系列對地飛彈、91R系列對潛飛彈、布拉莫斯飛彈，是俄羅斯新世紀的海基對艦/對陸通用發射器。因俱樂部/布拉莫斯飛彈系列的體型都十分巨大，彈長動輒6-8公尺不等，非常難以在小型艦作傾斜方式搭載，因此都以垂直方式搭載以節省艦體空間，並有效控控制重心並提昇航海性能。

### 對潛戰鬥系統

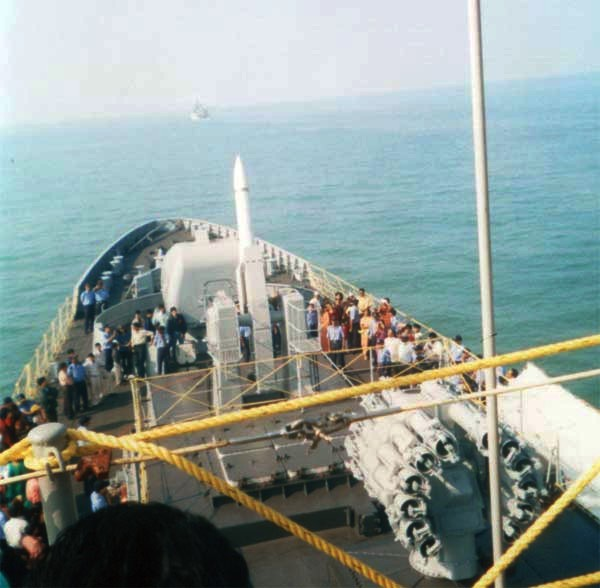
從艦橋眺望前甲板。可見100mm砲、3S90單臂防空飛彈發射器、UKSK俱樂部通用垂直發射器、RBU-6000反潛火箭彈發射器。

本級艦聲納系統的資料訊息比較混亂，目前確知裝有艦首聲納(APSOH或HUMSA或MG-345)與拖曳聲納陣列(SSN-137或SSSN-113)，但不確定具體搭載型號，有稱俄羅斯艦體聲納搭配法國製拖曳聲納、亦有搭載印度國產聲納的說法，現階段暫時無法求證。
對潛武器方面本艦搭載有俄羅斯傳統愛用的12聯裝RBU-6000對潛火箭發射器與左右兩舷各一具雙連裝533毫米魚雷發射管。RBU-6000俄羅斯內部名為RPK-8系統，可發射RGB-60無導引深水炸彈，或90R聲納歸向彈。彈藥庫即應彈容量為60發。火箭拋射距離介於350公尺至5800公尺之間，90R歸向彈有效接戰深度甚至達1000公尺深海。俄羅斯愛用的多聯裝反潛火箭發射器，事實上是船艦本身反魚雷硬殺武器的一環，西方沒有類似的系統，因此長久以來一直受人誤解。本系統與後繼之RKPTZ-1E(俗稱RBU-12000)主要任務都是摧毀敵方潛艇發射的魚雷、或是水下載具與武裝泅渡人員，次要任務才是攻擊敵人潛艇，是短距離運用的武器。真正主力獵潛攻擊優先交由反潛直升機、專用反潛飛彈與反潛魚雷為之。RBU系列火箭實際上只作為輔助獵潛手段與反魚雷自衛武器使用。
而兩具533毫米魚雷發射管專司反潛使用，印度配在本級艦上使用的彈種不明。

### 火砲系統
主砲為搭載於前甲板一具A-190型100毫米艦炮，火炮射控由俄羅斯新開發的5P-10E射控雷達管制，為前身克里瓦克型AK-100火炮的改良版。炮塔採塔內無人遙控操作、自動裝彈。炮座全重15頓，可360度迴旋，主炮俯仰角度介於-15度至+85度之間(對應空中目標)，最大有效射程超過20公里，最大發射速度80發/分，自動裝彈機彈藥搭載量為80發。

### 航空器
本型艦甲板與機庫可搭載一架10噸級直升機，包含俄羅斯製造的Ka-28反潛直升機、Ka-31空中預警直升機以及印度自製的HAL Dhruv通用直升機。

## 同型艦
本級艦共四批十艘，前二批六艘已於2025年前全數就役。第一批於聖彼得堡波羅的海造船廠建造，第二批及第三批於波羅的海的加里寧格勒州揚塔爾造船廠建造，交艦前的海試階段均短暫編入俄羅斯海軍軍藉。第四批由果阿造船厂建造，将装备更多本土武器和传感器，并将被命名为特里普特级护卫舰。
| 舷號     | 艦名        | 动工           | 下水           | 服役          | 說明                                   | 狀況     |
| 第一批次 | 第一批次    | 第一批次       | 第一批次       | 第一批次      | 第一批次                               | 第一批次 |
| -------- | ----------- | -------------- | -------------- | ------------- | -------------------------------------- | -------- |
| F-40     | 彎刀 Talwar | 1999年3月10日  | 2000年3月12日  | 2003年6月18日 | 俄羅斯臨時軍籍艦名為Дозорный           | 在役     |
| F-43     | 茅 Trishul  | 1999年9月24日  | 2000年11月24日 | 2003年6月25日 | 俄羅斯臨時軍籍艦名為дарный             | 在役     |
| F-44     | 斧 Tabar    | 2000年5月26日  | 2001年5月25日  | 2004年4月19日 | 俄羅斯臨時軍籍艦名為SKR-23號（СКР-23） | 在役     |
| 第二批次 |             |                |                |               |                                        |          |
| F-45     | 長劍 Teg    | 2007年7月27日  | 2009年11月27日 | 2012年4月27日 |                                        | 在役     |
| F-50     | 箭 Tarkash  | 2007年11月27日 | 2010年6月23日  | 2012年11月9日 |                                        | 在役     |
| F-51     | 弓 Trikand  | 2008年6月11日  | 2011年5月25日  | 2013年6月29日 |                                        | 在役     |
| 第三批次 |             |                |                |               |                                        |          |
| F-70     | Tushil      | 2013年7月13日  | 2021年10月28日 | 2024年12月9日 | 原俄羅斯貝塔科夫上將號巡防艦           | 在役     |
| F-71     | Tamal       | 2013年11月15日 | 2022年2月24日  | 2025年7月1日  | 原俄羅斯伊斯托明上將號巡防艦           | 在役     |
| 第四批次 |             |                |                |               |                                        |          |
|          | Triput      | 2021年1月29日  | 2024年7月23日  |               |                                        | 已下水   |
|          | Tavasya     | 2021年6月18日  | 2025年3月22日  |               |                                        | 已下水   |

## 圖庫

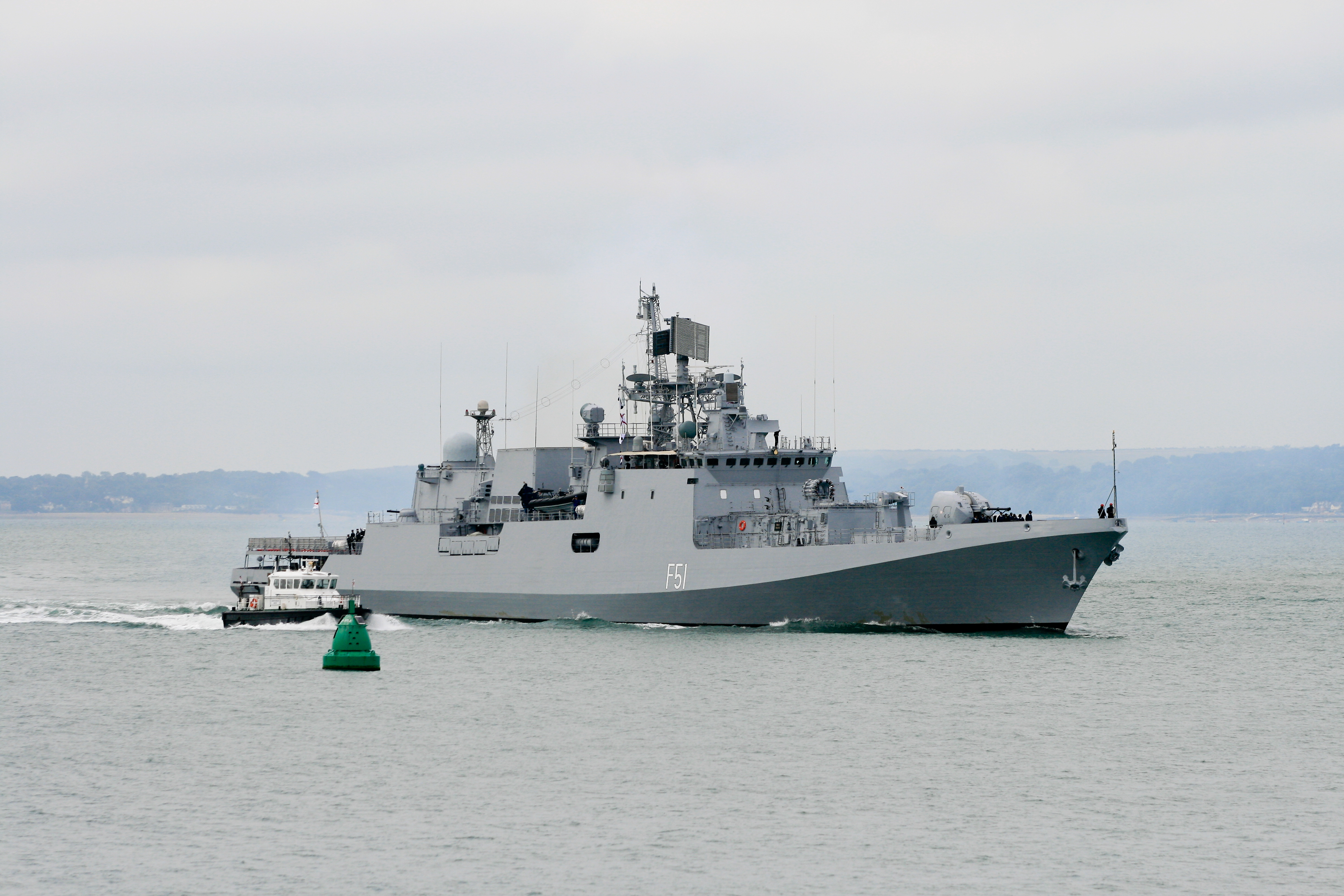
六號艦"弓"號(F51)歸國途中拜訪英國普茲茅斯 2013
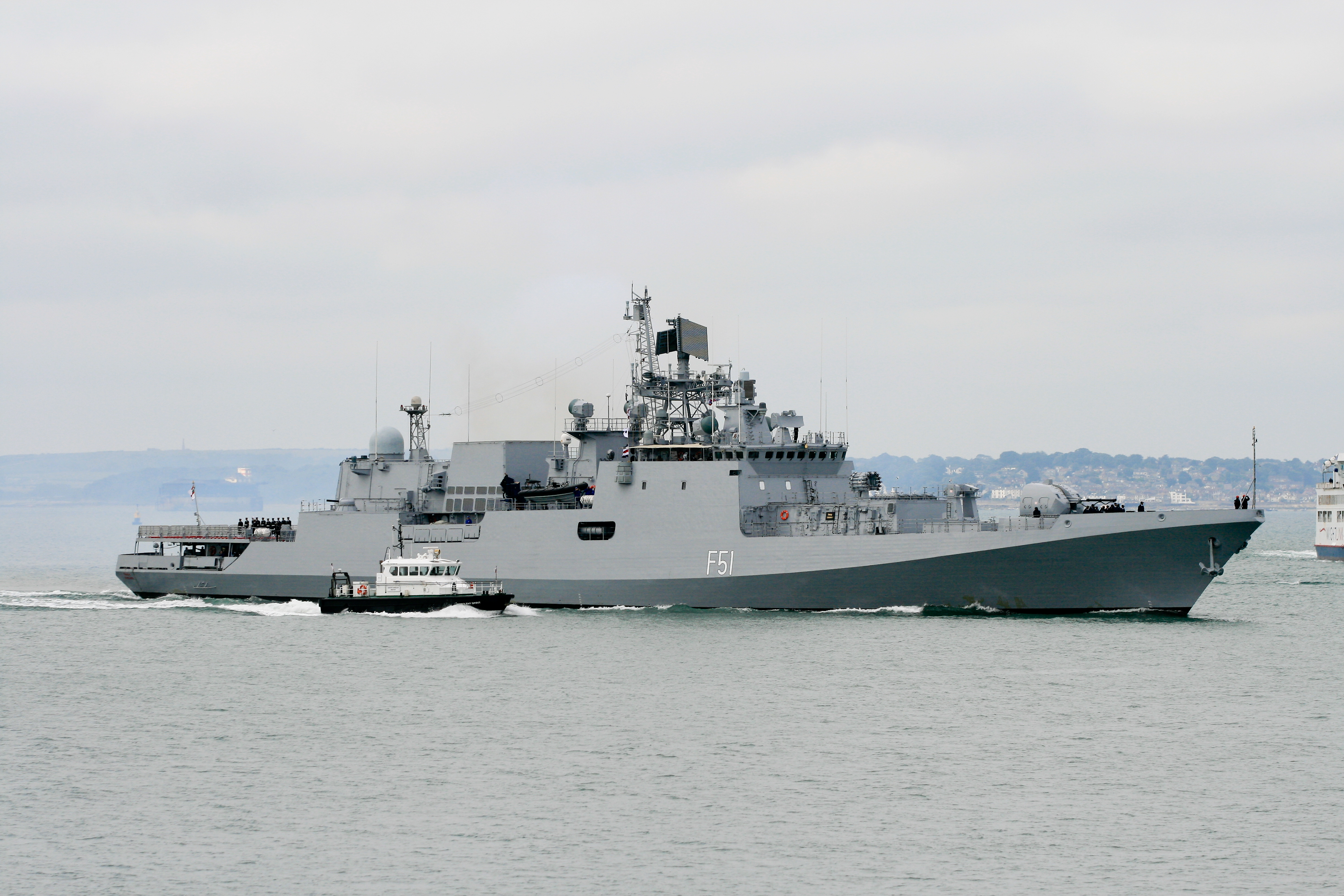
右前舷照
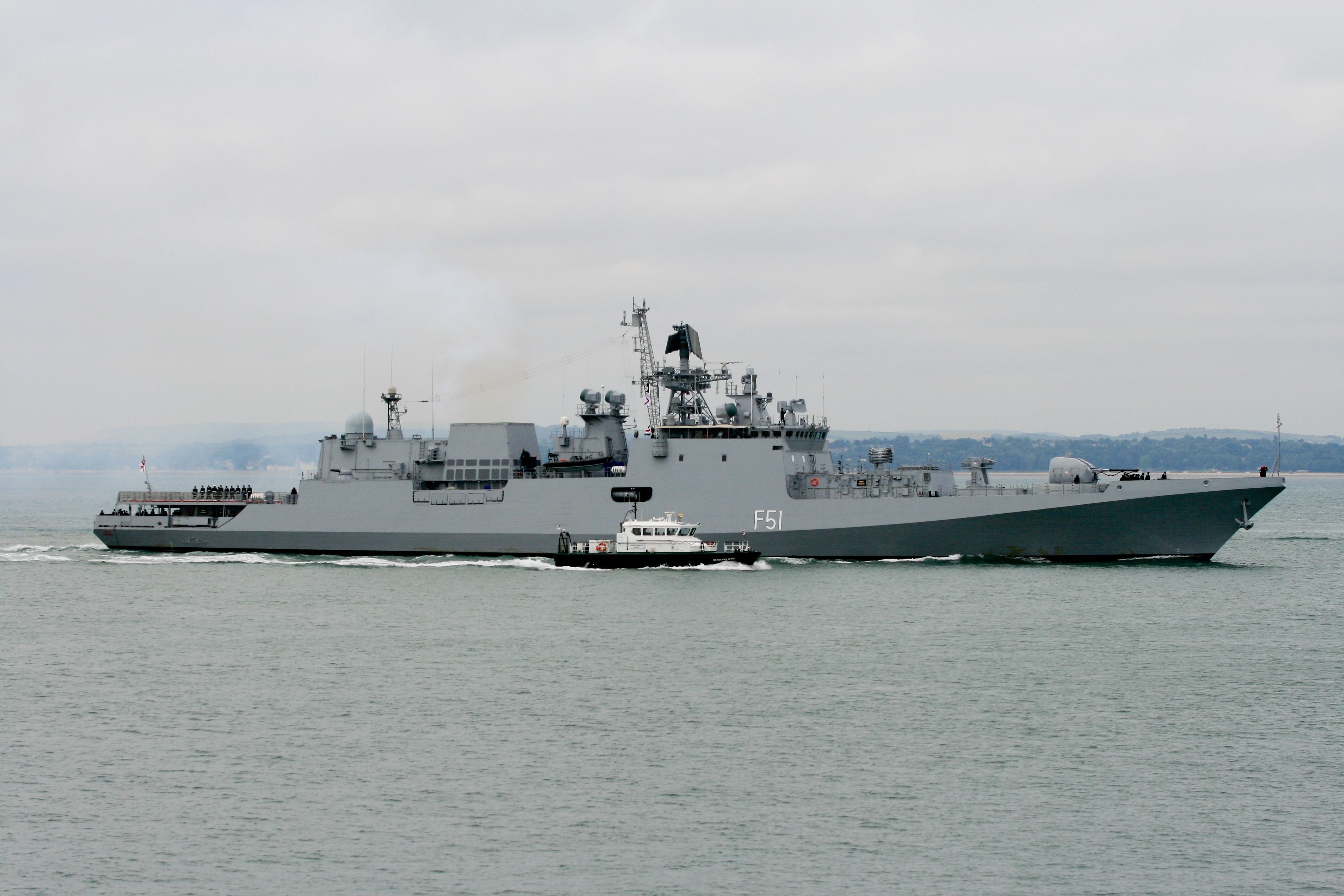
側面照
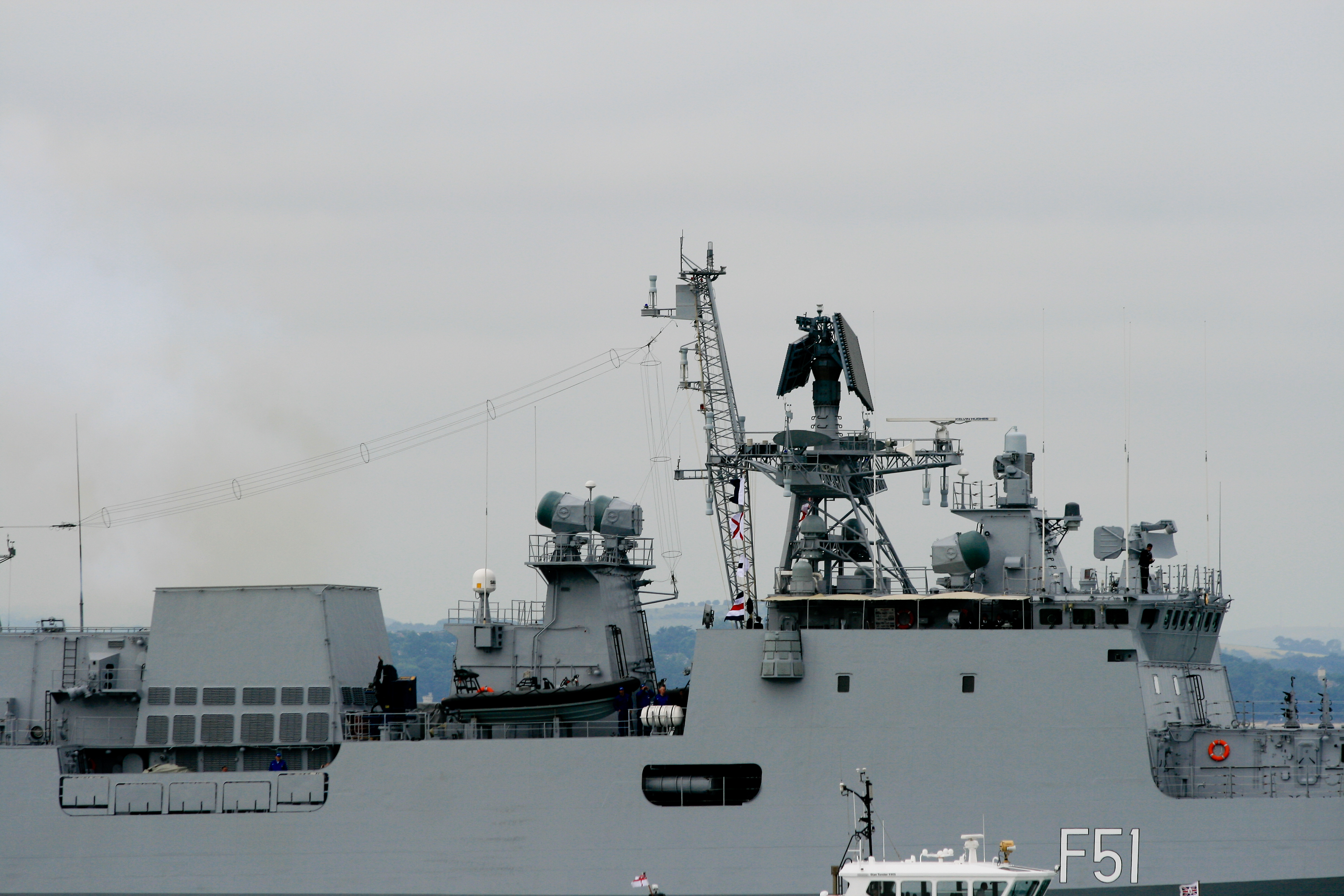
艦體上層結構
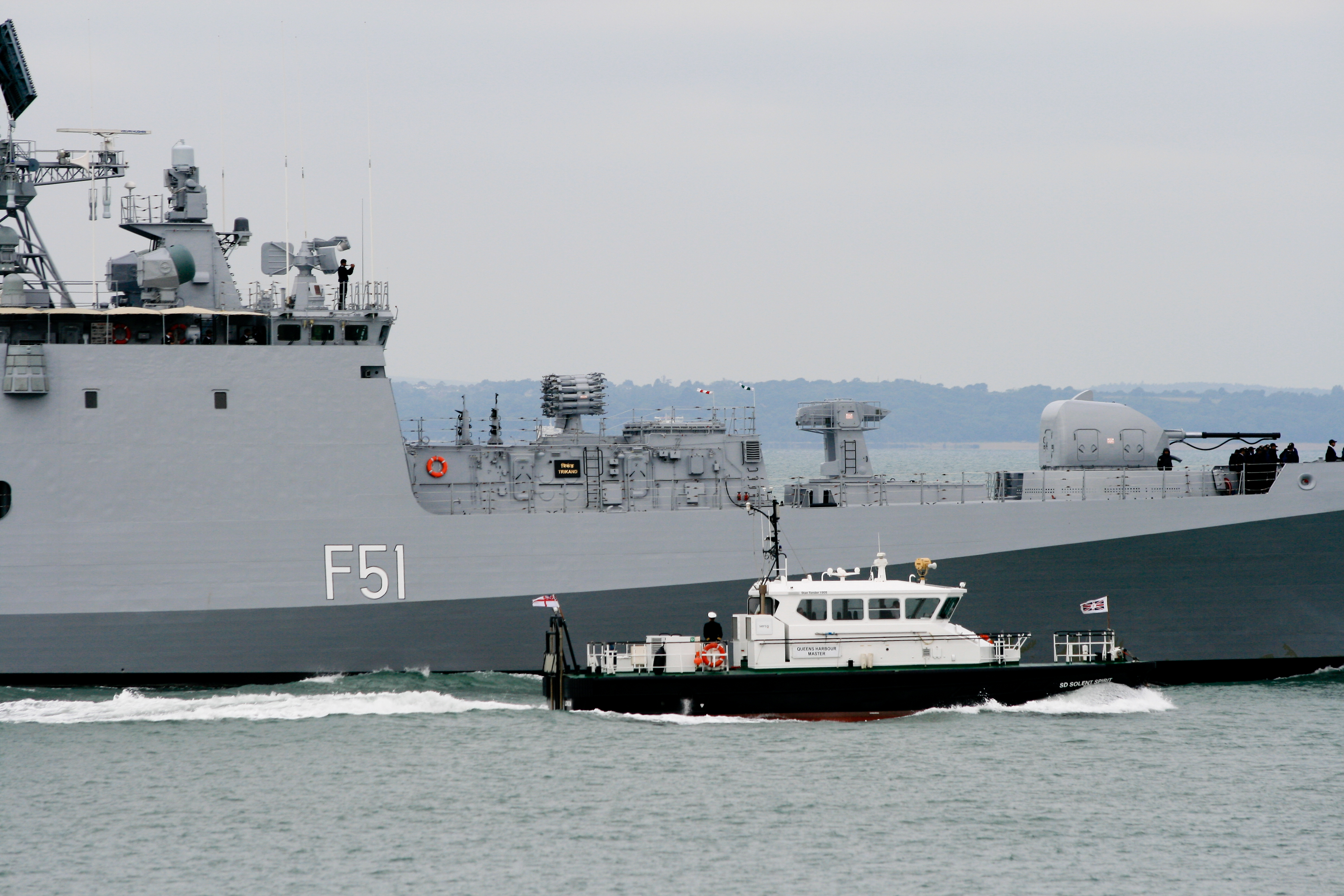
艦艏局部特寫
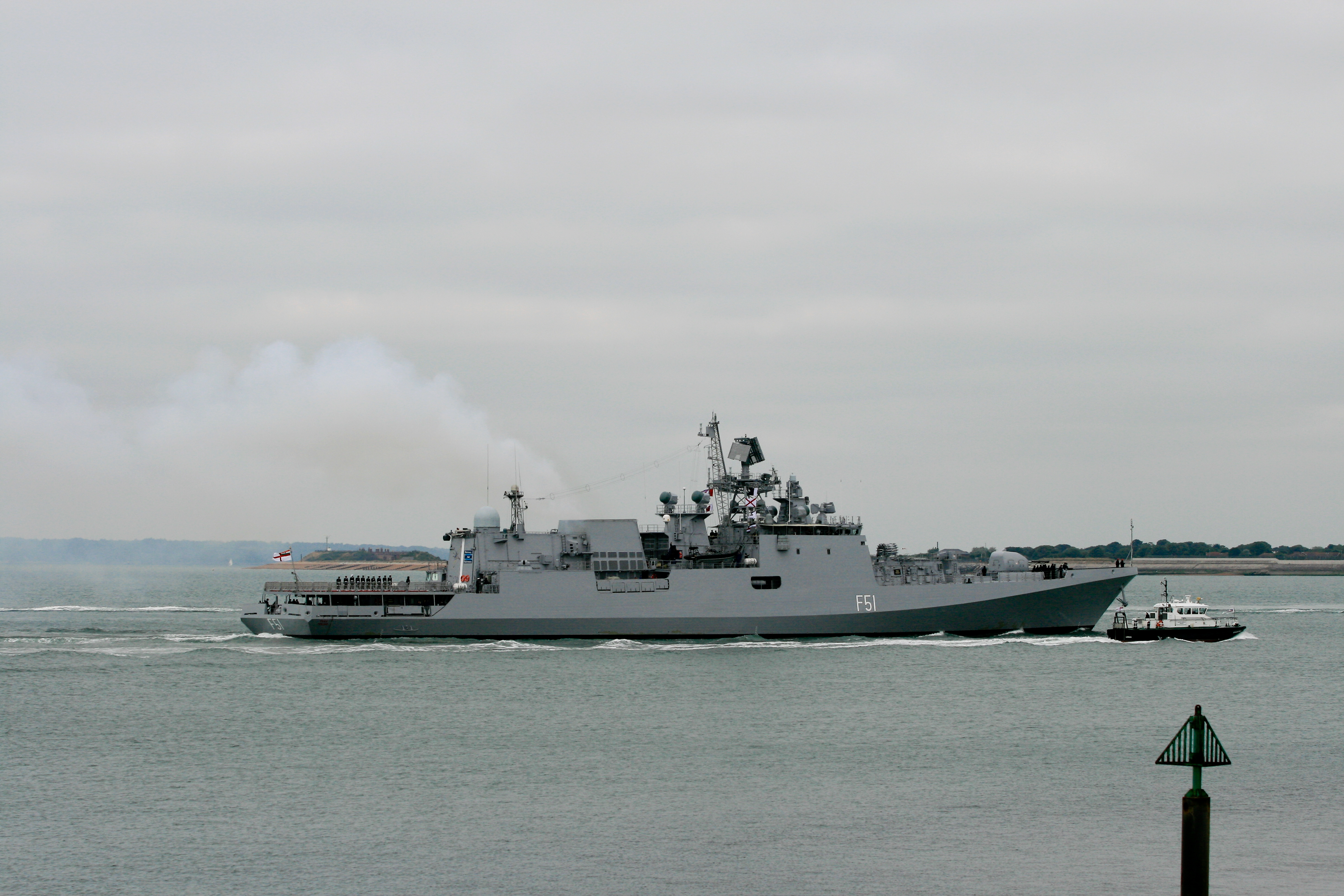
右舷照
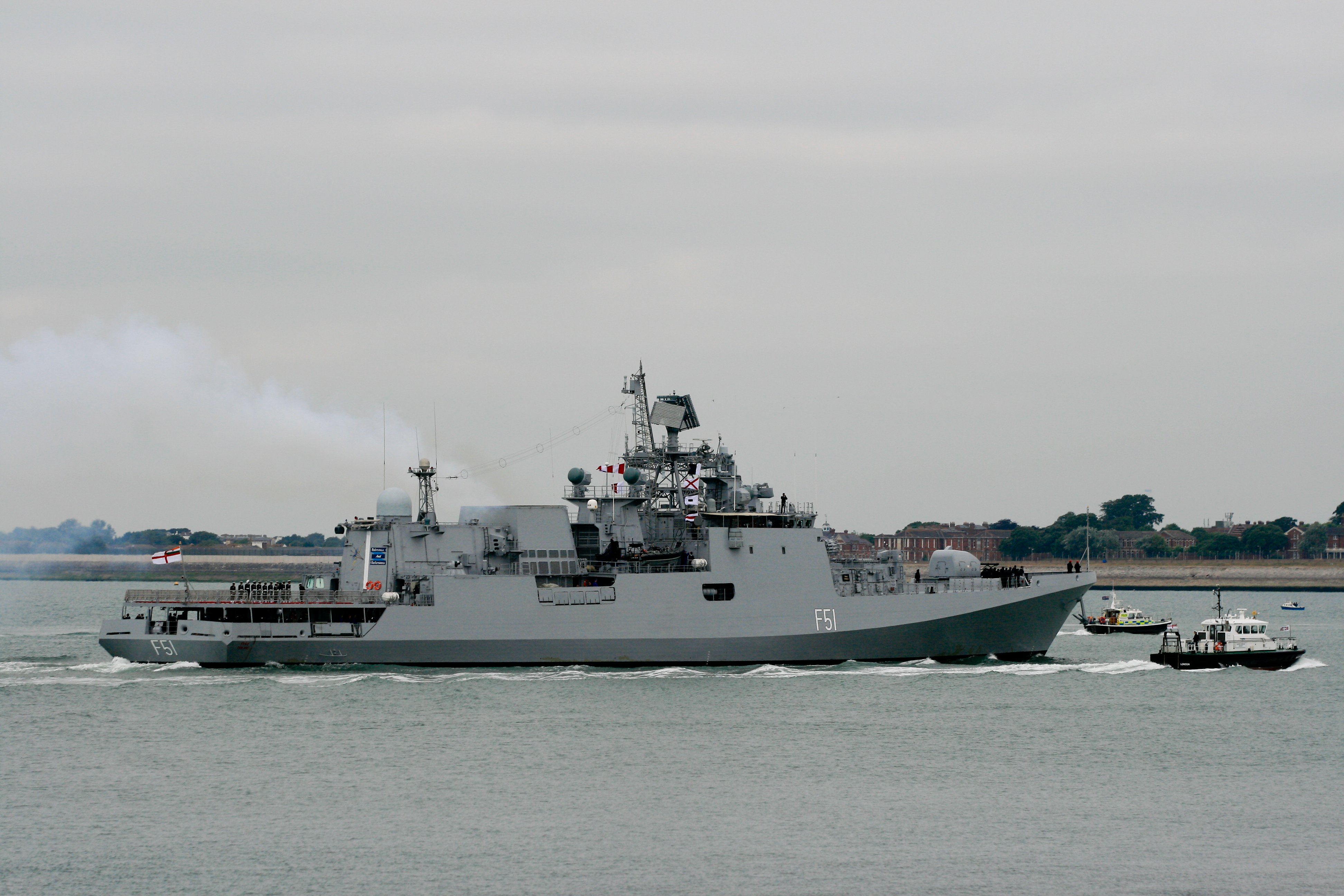
右舷照
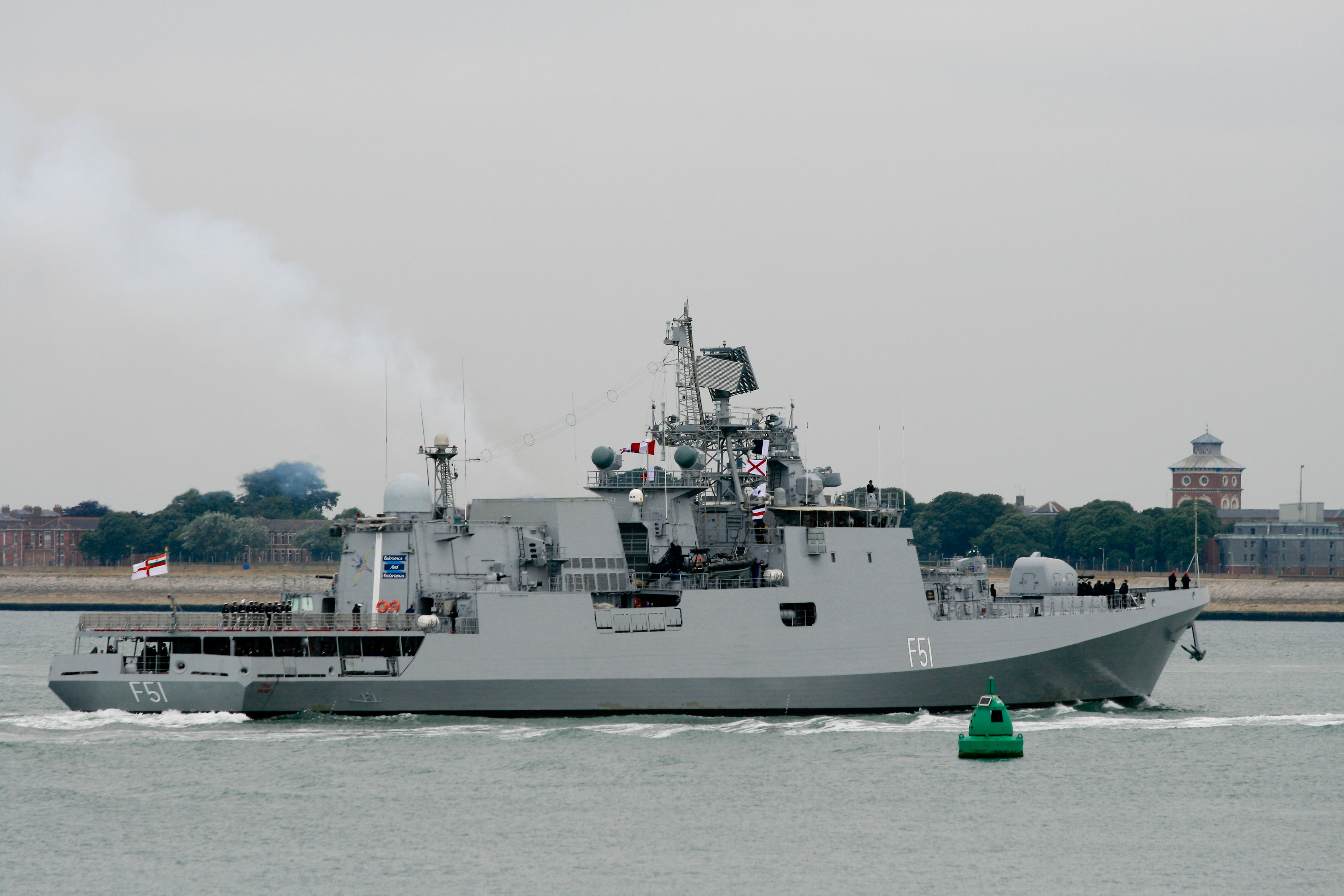
右後舷照
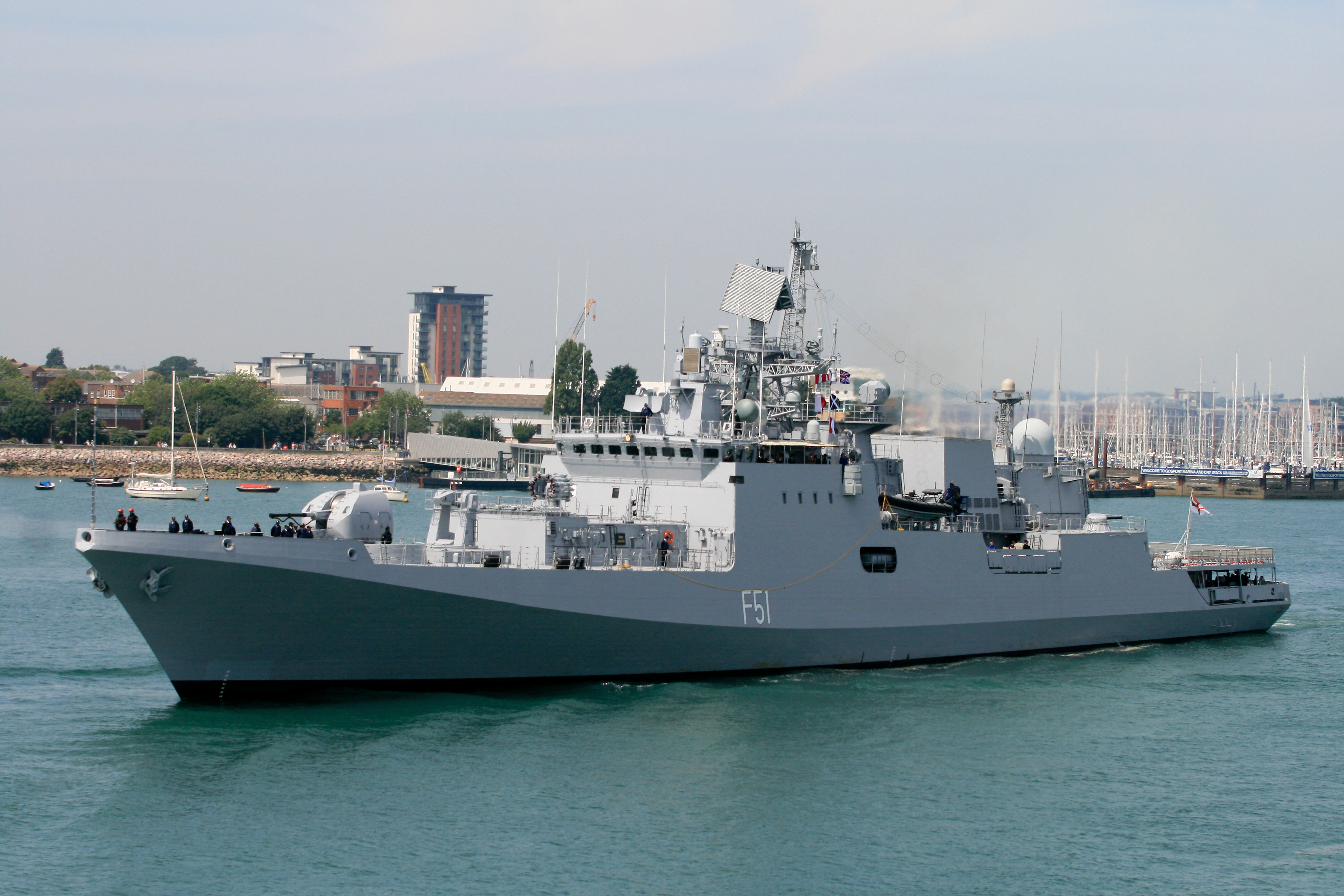
左前舷照
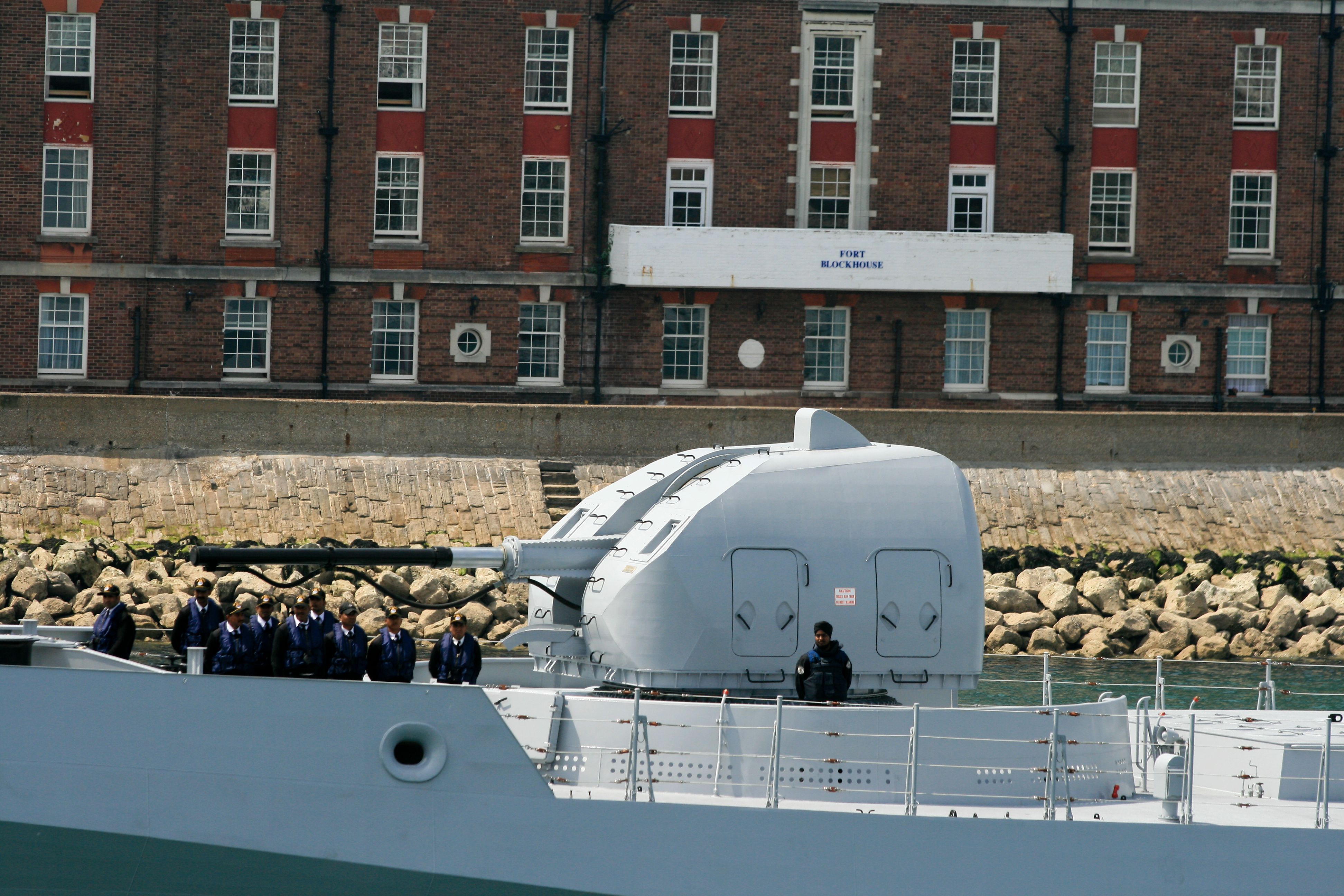
A-190砲塔特寫
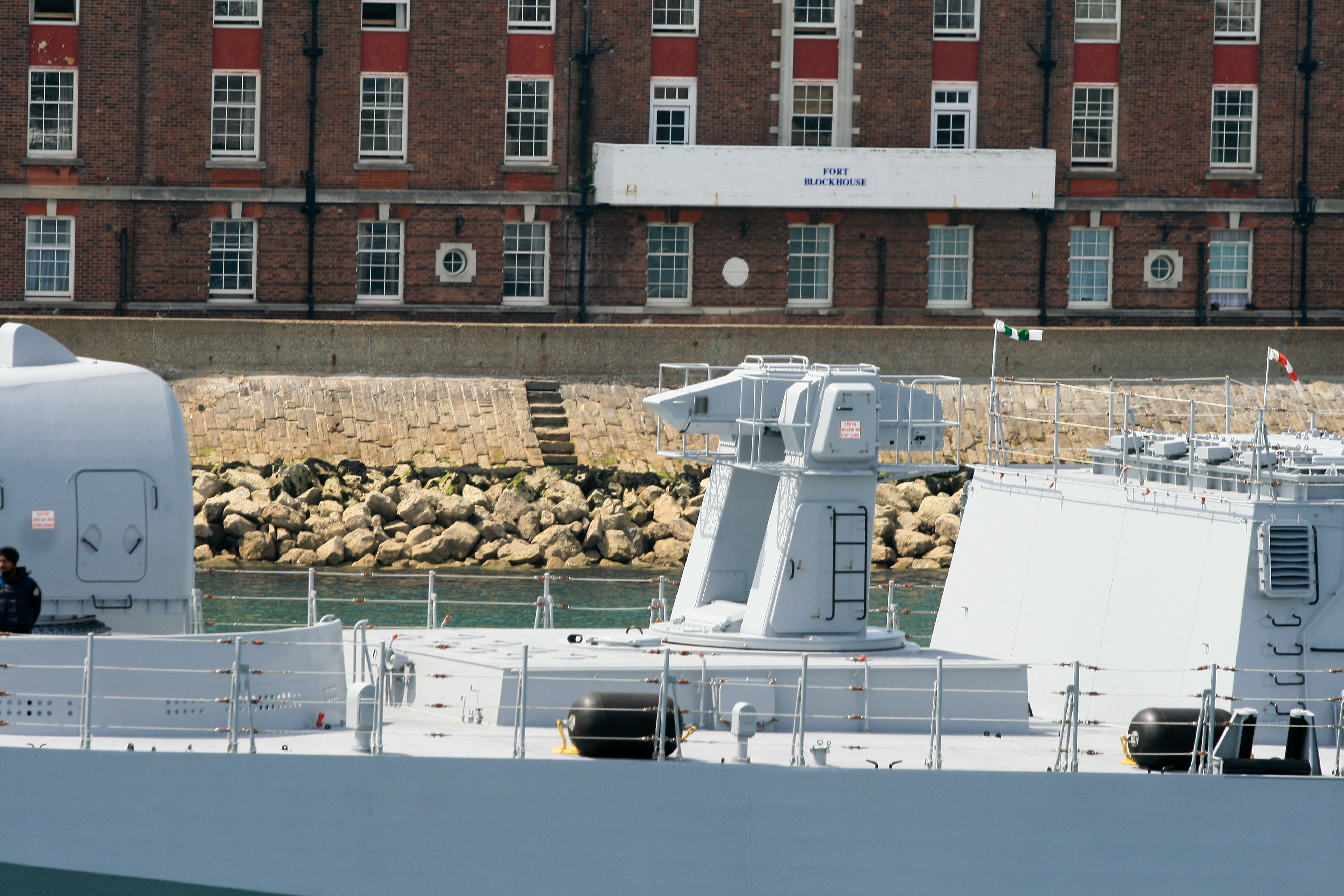
3S90防空飛彈發射器特寫
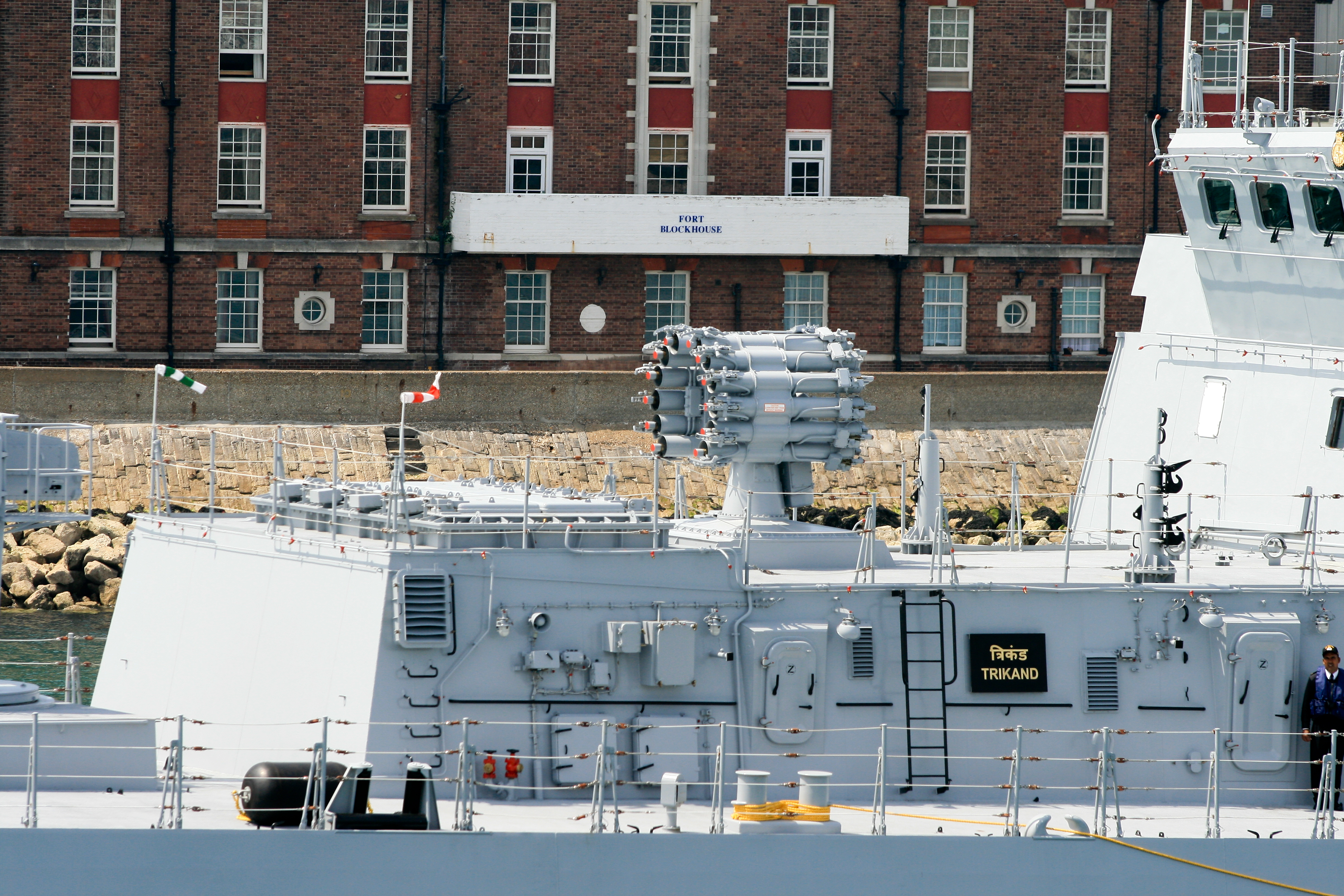
RBU-6000與UKSK垂直發射器
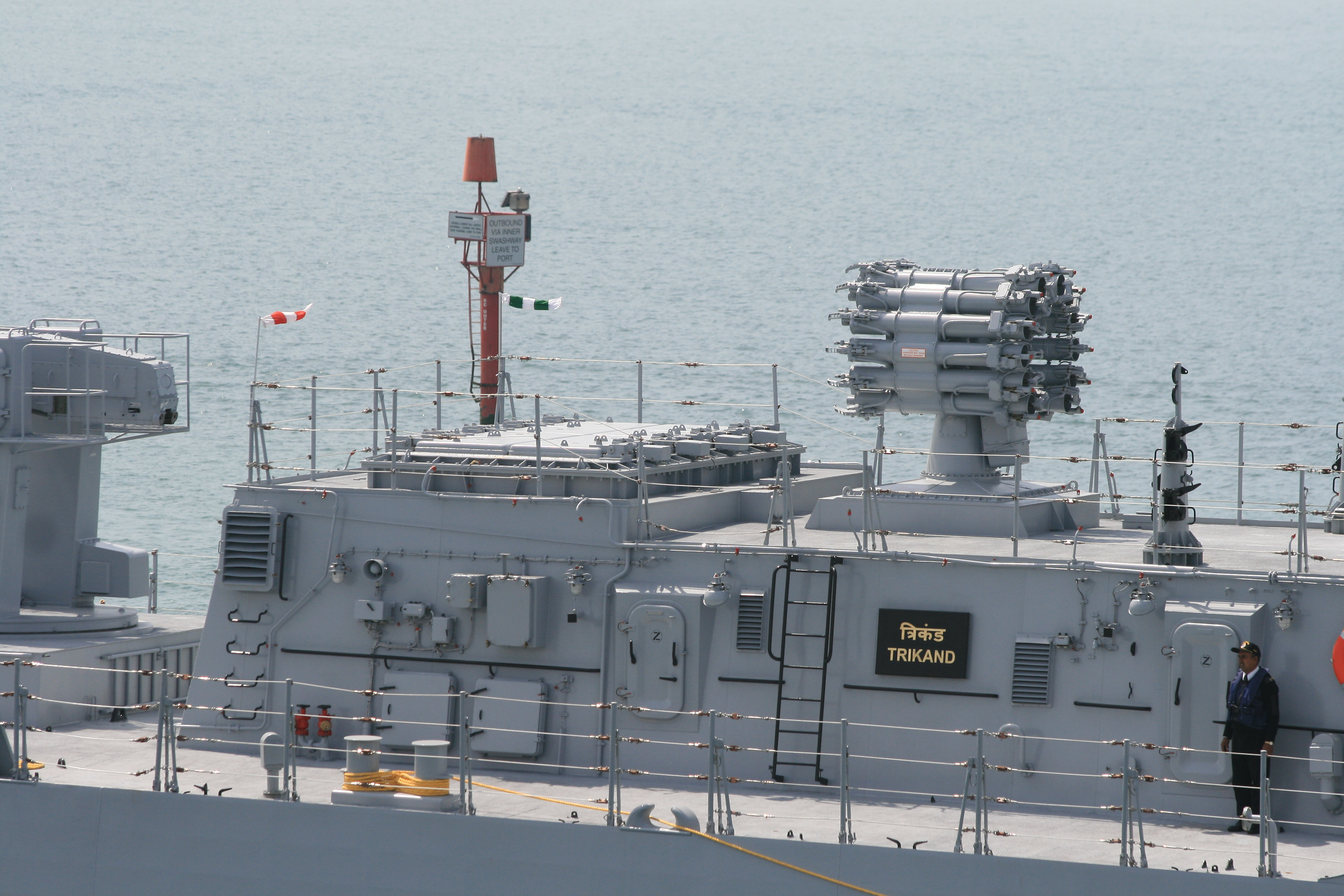
RBU-6000與UKSK垂直發射器
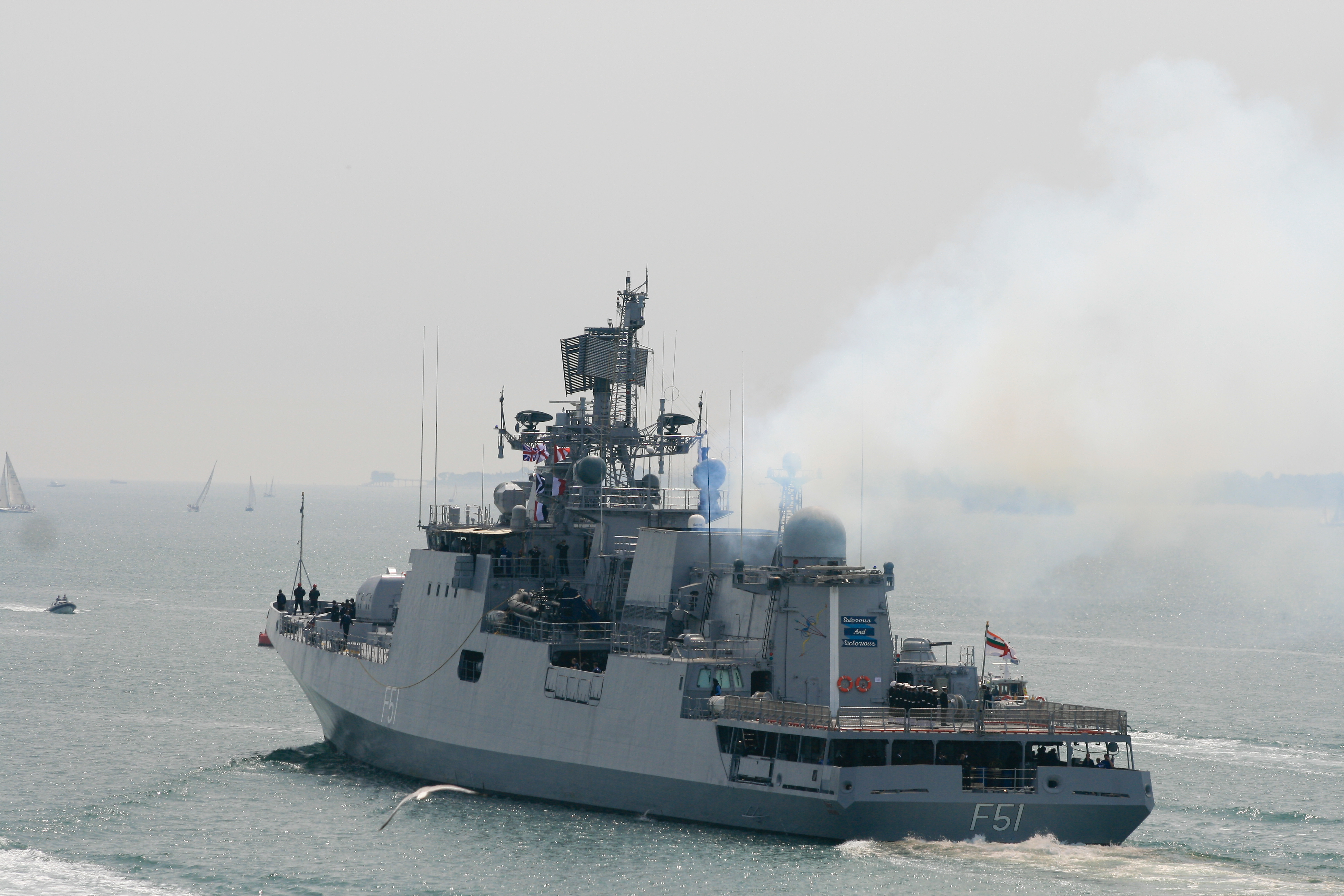
艦後方照

## 關連項目
- 11351型警備艦（日语：クリヴァク3型国境警備艦）
- 22350型巡防艦
- 11541型巡防艦（日语：ネウストラシムイ級フリゲート）

## 備註
1. ↑  .   [2014-03-19]. （原始内容存档于2009-10-09）.
2. ↑  .   [2014-03-19]. （原始内容存档于2011-06-06）.
3. ↑  .   [2014-03-19]. （原始内容存档于2012-10-18）.